# Luca Taiamonte
Luca Taiamonte (1410) è stato uno scultore italiano.
Fu nel 1458 tra i decoratori della chiesa di San Zaccaria a Venezia. Nipote degli scultori Martino Taiamonte (1402/1449) e di Domenico Taiamonte, che lavorò nel 1437 alla Scuola della basilica di San Marco.
Lo storico dell'arte Goj ha scritto: “Il primo scultore incaricato di intagliare la pietra rifinita fu Luca Taiamonte, una figura importante in quei luoghi veneziani del periodo e figlio di un altro scultore chiamato Francesco. La prima attività di Luca registrata è agli ospizi di carità di Corte Nova intorno al 1440, sebbene lì sia stato ingaggiato in lavori routinari di scultura per i bordi delle finestre e dei portelli. Probabilmente inoltre ha lavorato con  Bartolomeo Bon sul portale ovest della chiesa dei Santi Giovanni e Paolo nel 1459 e (ancora con il Bon) alla Chiesa della Madonna dell'Orto nel 1473. …Luca è ricordato per la prima volta il 21 maggio 1458, quando acconsentì a scolpire lo stilobate per la nuova facciata  sul campo (di San Zaccaria)”.
La famiglia proveniva da Rovigno in Istria.